# Bobby Schottkowski
Konrad Schottkowski, mieux connu sous le nom de Bobby Schottkowski, est un batteur allemand.
Il fait partie du groupe Crows de sa formation en 1981 à sa dissolution en 1991. Au début du groupe, les membres ne sont que des adolescents. Le bassiste Frank Banx quitte le groupe en 1986 pour se consacrer à Angel Dust, groupe de thrash qu'il a fondé deux ans plus tôt. Crows et Angel Dust s'échangent aussi des guitaristes. Banx revient au bercail en 1989 alors qu'Angel Dust est dissous pour une première fois. Crows enregistre par la suite deux démos, puis son unique album. The Dying Race situe Crows dans la lignée musicale de Scanner et Helloween. L'album sort sur Century Media Records. Ce label est fondé trois ans auparavant par Robert Knapp, alors chanteur dans Despair, un autre groupe de Dortmund. La production est assurée par Waldemar Sorychta, le guitariste de Despair.
En 1995, il joue sur l'album du projet parodique Randalica sous le nom de Doppelbob.
En 1996, la popularité du thrash metal est à son plus bas et les quinze ans d'existence de Sodom sont rongés par la constante instabilité de la formation et son manque de cohésion. Tom Angelripper doit à nouveau trouver un guitariste puisque la toxicomanie de Dirk « Strahli » Strahlmeier vient de l'envoyer en prison. Ses relations n'ont jamais été bonnes avec le batteur Guido « Atomic Steif » Richter, un ancien membre de Living Death et Holy Moses qui remplaçait son vieux complice Christian « Chris Witchhunter » Dudek depuis quatre ans. Il avait dû renvoyer Witchhunter à cause de son alcoolisme et Atomic Steif réclamait constamment plus d'argent. Bobby devient le troisième batteur de Sodom. Il est suivi par son ancien compère de Crows, Bernd Kost qui prend Bernemann comme nom de scène. Tom Angelripper obtient enfin un trio musical et amical soudé. « Si on regarde en arrière les changements de line-up, on peut s'apercevoir qu'il y a vraiment eu des trous-du-cul dans Sodom. [...] Nous sommes trois potes qui faisons tout ensemble, la composition, les paroles. » Bobby est aussi membre d'Onkel Tom Angelripper de 1998 à 2002. Il quitte finalement Sodom en 2010, jugeant que ses rapports avec Tom se sont trop dégradés pour continuer. Il est remplacé par Markus Freiwald, un ancien membre de Despair.
Bobby officie depuis 2014 au sein de Tank, ou plus précisément, de la version Tucker/Evans de Tank. Ce groupe de la new wave of British heavy metal est une influence notoire de Sodom.